# Dual slalom
Le Dual Slalom est une ancienne discipline sportive de la Coupe du monde de VTT qui se pratique à vélo tout terrain (VTT). 

## Principe
Le dual slalom fait s'affronter deux compétiteurs sur deux pistes parallèles et côte à côte, aux tracés similaires. C'est une épreuve chronométrée qui se pratique sur un parcours très court (environ trente secondes) à profil descendant. Les pistes sont aménagées avec des virages relevés, pierriers, sauts, woops, etc ce qui rend la descente très technique.
La discipline tire son nom des trajectoires adoptées en enchainant les virages, proche d'un slalom alpin.

## Format
Une épreuve de dual slalom suit les principes du tableau à élimination directe. Chaque manche comprend deux courses, durant lesquelles les deux concurrents échangent leur piste. Les temps combinés des deux descentes désignent le vainqueur de la manche. Il sera le seul à parvenir au tour suivant.

## Historique
1987
- La première épreuve de dual slalom a lieu à Mammoth Mountain en Californie.

2002
- Le dual slalom disparait des épreuves officielles de la Coupe du monde de VTT, au profit du Four Cross.

2011
- Le dual slalom remplace le Four Cross lors du championnat national des États-Unis.

Note : le dual slalom reste une discipline populaire aux États-Unis. Il est par exemple toujours présent lors du festival Crankworx ou au rassemblement pré-saison de la Sea-Otter.